# Criquiers
Criquiers település Franciaországban, Seine-Maritime megyében. Lakosainak száma 714 fő (2022. január 1.). Criquiers Haudricourt, Abancourt, Blargies, Lannoy-Cuillère, Conteville, Gaillefontaine, Haucourt és Formerie községekkel határos.

## Népesség
A település népességének változása:
| Lakosok száma | 664  | 654  | 662  | 651  | 671  | 691  | 711  | 711  | 714  |
|               | 2013 | 2015 | 2016 | 2017 | 2018 | 2019 | 2020 | 2021 | 2022 |